# Lipie (województwo małopolskie)
Lipie – wieś w Polsce położona w województwie małopolskim, w powiecie nowosądeckim, w gminie Gródek nad Dunajcem.
W latach 1975–1998 miejscowość administracyjnie należała do województwa nowosądeckiego.
Wieś znajduje się na Pogórzu Rożnowskim, przy drodze wojewódzkiej nr 975, nad Jeziorem Rożnowskim.
W pobliżu wznosi się szczyt Zawale (518 m n.p.m.).